# Croton alienus
Espèce
Statut de conservation UICN

 EN B1+2c : En danger
Croton alienus est une espèce de plantes à fleurs du genre Croton et de la famille des Euphorbiaceae, originaire  du Kenya (Nyeri et nord du Kavirondo).
Il a pour synonyme :
- Mildbraedia balboana, Chiov.